# Лочана Даса
Ло́чана Да́с(а) Тхаку́р (IAST: Locana Dāsa Ṭhākura) — кришнаитский святой, музыкант и поэт, автор бхаджанов, прославляющих Чайтанью и поэтического жизнеописания Чайтаньи под названием «Чайтанья-мангала». Лочана Даса жил в Бенгалии в конце XV — начале XVI века и был учеником одного из ближайших спутников Чайтаньи — Нарахари Саракары.
В «Чайтанья-мангале», написанной Лочаной Дасой на бенгали, рассказывается о множестве деяний Чайтаньи, ранее не описанных в произведениях Вриндаваны Дасы и Кришнадасы Кавираджи. Особого внимания заслуживает изложенный им поучительный диалог Чайтаньи со своей женой Вишнуприей, состоявшийся за ночь до принятия Чайтаньей санньясы. Будучи талантливым музыкантом, Лочана Даса рассказал о деяниях Чайтаньи в «прекрасной поэтической форме, полной ритма и огня». Согласно Маханидхи Свами, благодаря доступной форме изложения Лочаны, даже «простые люди могут легко понять божественные качества Чайтаньи и пробудить свои религиозные чувства, читая „Чайтанья-мангалу“». Подобно тому, как индуисты регулярно декламируют древнеиндийские эпосы «Махабхарата» и «Рамаяна», гаудия-вайшнавы до сих пор декламируют «Чайтанья-мангалу» на бенгали.
Лочана Даса также написал множество бхаджанов, прославляющих Чайтанью, Нитьянанду и Гауридасу Пандита. В начале XIX века, Бхактисиддханта Сарасвати печатал и распространял «Чайтанья-мангалу». Его ученик Бхактиведанта Свами Прабхупада тоже очень любил его бхаджаны. Описывается, что во время пения бхаджана «Парама каруна» он погружался в транс премы. Прабхупада написал объёмный комментарий на этот бхаджан, в котором он говорит: «Лочана Даса просит каждого: „Мой дорогой брат, просто поклоняйся Господу Чайтанье и Нитьянанде с твёрдой верой и убеждённостью. Не думай, что это пение и танец не приведут тебя к желаемой цели; это случится. Господь Чайтанья Махапрабху заверяет нас, что мы достигнем совершенства, следуя этому процессу. Поэтому нужно воспевать с твёрдой верой и убеждённостью“».
В области 64 самадхи во Вриндаване расположен пушпа-самадхи Лочаны Дасы.